# Kohima

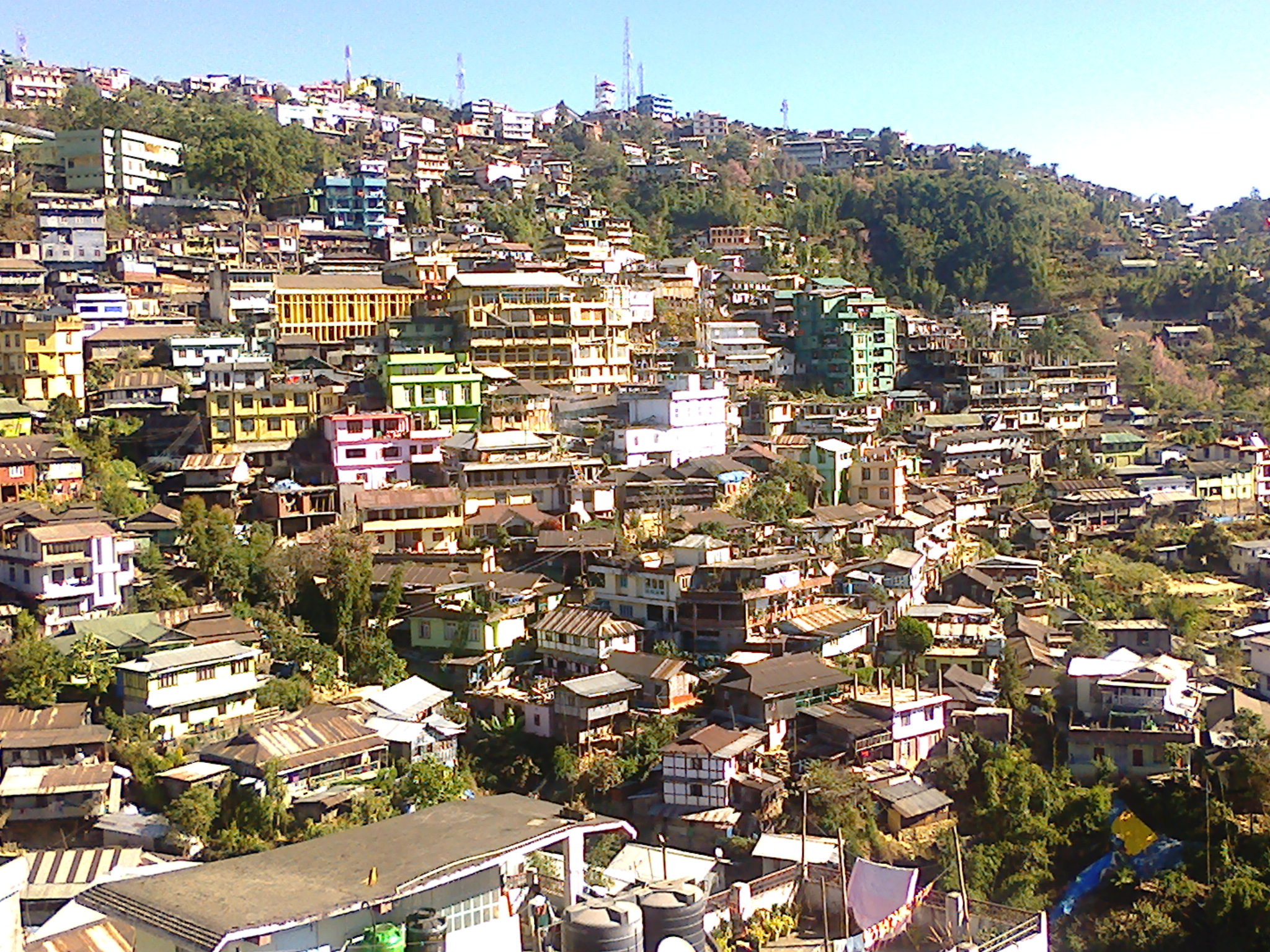
Vy över Kohima.

Kohima är huvudstad i den indiska delstaten Nagaland. Den är även administrativ huvudort för ett distrikt med samma namn. Folkmängden uppgick till 99 039 invånare vid folkräkningen 2011.